# Anton Haselmayer
Franz Anton Haselmayer (* 12. April 1895 in Ingolstadt; † 25. Januar 1962 in Berlin) war ein deutscher Gauleiter der NSDAP.

## Leben und Wirken
Anton Haselmayer war ein Sohn des Königlichen Turmwärters Carl Isidor Haselmayer (1852–1923) und dessen Ehefrau Magdalena, geborene Odenbach (1859–1929). Nachdem er das Gymnasium absolviert hatte, studierte er Rechtswissenschaften und war anschließend Journalist.
Zum 1. April 1925 trat er in die NSDAP ein (Mitgliedsnummer 36). Im selben Jahr wurde er Gauleiter im Gau Hessen und im davon aufgeteilten Hessen-Nassau-Süd. In dieser Funktion hielt er auch propagandistische Vorträge, so zum Beispiel bei einer Veranstaltung der im Dezember 1925 gegründeten NSDAP-Ortsgruppe Guntersblum. Nach einem Bericht des Ortsgruppenleiters sei es bei diesem Abend zu „dramatischen Konfrontationen“ gekommen. Juden aus Rheinhessen und der Pfalz hätten reichlich „Wein, Zigarren und Zigaretten“ unter den „Roten“ verteilt und sie bereits vor Beginn der Veranstaltung betrunken gemacht. Auch Anhänger anderer politischer Parteien hätten Haselmayers etwa einstündigen Vortrag durch ständige Zwischenrufe gestört. Schließlich seien „Gläser auf die Bühne geflogen“ und die zum Schutz der Veranstaltung aufgestellte SA-Truppe von einer „gewaltigen Übermacht“ angegriffen worden.
Ob Haselmayer ein Attentat, das sich am 23. Juli 1926 auf ihn ereignete, selbst fingiert hat, um seine Stellung als Gauleiter zu festigen, ist unklar. Im Völkischen Beobachter erschien am Folgetag die Meldung „Ein roter Mordversuch“ und Adolf Hitler schrieb ihm: „Ich wünsche von Herzen, […] daß Sie bald wieder so weit sind, daß Sie heimzahlen können an denen, die als Urheber des Angriffs, der Ihnen beinahe das Leben kostete, in Betracht kommen.“
Auf einer nationalsozialistischen Versammlung im September 1926 rief Haselmayer zum antisemitischen Vernichtungskampf auf. Er verkündete: „Wenn der letzte Jude am Galgen hängt, kann Deutschland wieder auferstehen!“ Kurz darauf, am 22. September, trat er „aus gesundheitlichen Gründen“ zurück, wobei die tatsächlichen Umstände seines Rücktritts nicht vollständig geklärt sind. Am 8. September hatte Joseph Goebbels noch in seinem Tagebuch notiert: „Die Frankfurter sind gut. Haselmeier [sic!] noch ungegoren. Aber im Kern brauchbar“. Zum 1. Oktober 1928 wurde er aus der Reichskartei der NSDAP gestrichen, nachdem er in einer Mitgliedsliste nicht aufgeführt war. Er bemühte sich 1930 und 1937 vergeblich um Wiederaufnahme in die NSDAP.
Im Auftrag Erich Ludendorffs verteidigte Haselmayer 1931 dessen Traktat Hitlers Verrat der Deutschen an den römischen Papst gegen Alfred Rosenbergs Erwiderung Der Fall Ludendorff, die in den Nationalsozialistischen Monatsheften erschien. Ludendorff, der der Verschwörungstheorie päpstlicher Weltherrschaftspläne anhing, hatte Hitler vorgeworfen, Rosenberg aus Loyalität zur katholischen Kirche nicht offen gegen die Kritik bayerischer Bischöfe am Mythus des 20. Jahrhunderts verteidigt zu haben. Rosenberg entgegnete, auf Vorsicht im Umgang mit dem Ruf des Kriegshelden und Mitputschisten bedacht, dass Ludendorffs die völkische Bewegung zurückwerfenden „hysterischen“ Behauptungen und „anmaßenden“ Schlussfolgerungen, auf den Einfluss Mathilde Ludendorffs zurückzuführen seien. In seiner Replik Der Fall Rosenbergs – und fällt Hitler mit? argumentiert Haselmayer wiederum unter Bezugnahme auf Rosenberg, Hitler und Ludendorff für Ludendorffs Behauptung, Hitler werde von supranationalen Mächten kontrolliert. Nach Ansicht von Jay Lockenour, Associate Professor für Geschichte an der Temple University, ist sie „vor allem deshalb bemerkenswert, weil sie Ludendorffs eigenen literarisch-fantastischen Unsinn in einem vernünftigen Licht erscheinen lässt.“
1936 siedelte Haselmayer nach München über und praktizierte dort als Rechtsanwalt. Seine Schrift Der Kampf um den Kirchenaustritt (1933) wurde spätestens 1938 in die Liste des schädlichen und unerwünschten Schrifttums aufgenommen. Über Haselmayers weiteres Schicksal ist wenig überliefert. Im Jahr 1957 wurde er in Berlin wieder als Rechtsanwalt zugelassen. Dort starb er im Alter von 66 Jahren.

## Familie
Anton Haselmayer war zweimal verheiratet. Am 19. Januar 1927 schloss er in Nürnberg die Ehe mit der aus Cheb (in der damaligen Tschechoslowakei) stammenden Maria Schnitzenberger (1897–?). Aus der Verbindung ging im November 1927 ein Sohn hervor.
Nach der Scheidung seiner ersten Ehe heiratete er 1939 in Berlin die aus Dillingen an der Donau gebürtige Olga Maria Antoinette Laible (1891–1977).
Anfang der 1940er Jahre kam es zu einem Rechtsstreit um Unterhaltszahlungen zwischen Haselmayer und seiner geschiedenen Ehefrau Maria. Dabei wurde er durch den Gauinspekteur Georg Haberkern und die Parteikanzlei der NSDAP protegiert. Die Oberstaatsanwaltschaft Nürnberg hatte die Entmündigung Maria Haselmayers „wegen Geistesschwäche“ beantragt; der Antrag wurde aber vom Amtsgericht Nürnberg abgewiesen. Es stellte sich heraus, dass Hitler, der Maria Haselmayer nicht als „geisteskrank“ einstufte, persönlich interveniert hatte.

## Schriften
- Der Fall Rosenbergs – und fällt Hitler mit? Eine Streitschrift zu „Der Fall Ludendorff“ von Rosenberg. Ludendorffs Volkswarte-Verlag, München 1931.
- Der Kampf um den Kirchenaustritt. Das Kirchenaustrittsrecht. Luderdorffs Volkswarte-Verlag, München 1933.
- Das Steuerrecht des ambulanten Gewerbes. Wandergewerbesteuer, Gewerbesteuer, Umsatzsteuer, Vergnügungssteuer, Kraftfahrzeugsteuer. Gerold-Verlag, Pößneck 1938.